# John Edward Gray
John Edward Gray (Walsall, 12. veljače 1800. – London, 7. ožujka 1875.), britanski zoolog. Bio je stariji brat George Roberta Graya, a za sebe je tvrdio, da je prvi filatelist na svijetu.

## Zoolog
John Gray bio je voditelj zoološkog odjela Britanskog muzeja u Londonu od 1840. do Božića 1874. Objavio je više kataloga muzejske zbirke koji su sadržavali opširnu znanstvenu raspravu o grupama životinja, kao i opise novih vrsta. Popravio je zoološku zbirku koja je time postala najbolja na svijetu.
Rođen je u Walsallu kao sin Samuela Fredericka Graya (1766. – 1828.), u to vrijeme poznatog farmakologa i botaničara. Porodica se preselila u London, gdje je Gray studirao medicinu. Pomogao je ocu u pisanju The Natural Arrangement of British Plants (1821.). Nakon što ga je bojkotiralo "Linnéovo društvo" (Linnean Society of London), svoje zanimanje je prenio s botanike na zoologiju. 1824. počinje u Britanskom muzeju u zoološkom odjeljku i pomaže John Georgeu Childrenu katalogizirati zbirku gmazova. Nasljeđuje ga 1840. kao voditelj tog odjeljka muzeja.
Jedna vrsta čaplje po njemu je nazvana Ardeola grayii.